# 1901 у футболі
Нижче наведені футбольні події 1901 року у всьому світі.

## Події
- 16 травня — Уругвай і Аргентина вперше зіграли на міжнародними рівні. У матчі, який проходив у Монтевідео, Аргентина перемогла з рахунком 2:3.

## Національні чемпіони
| - Англія: Ліверпуль - Аргентина: Алумні Атлетік - Бельгія: Расінг (Брюссель) - Ірландія: Лісберн Дістіллері - Італія: Мілан - Нідерланди: ХВВ Ден Гааг | - Угорщина: Будапешт (перший чемпіон країни) - Уругвай: СУРКК - Франція: Стандард (Медон) - Швейцарія: Грассхопперс - Швеція: АІК - Шотландія: Рейнджерс |